# Demogoblin
Demogoblin är en tecknad seriefigur i Marveluniversat. Han kom till när han inte längre klarade av att vara i Hobgoblins (Jason Macendales) kropp. Han var i kroppen på Hobgoblin för att denne hade sålt sin själ för att bli starkare, och då fanns Demogoblin där och gav honom kraft. Demogoblin var faktiskt med i miniserien Maximum Carnage där han jobbade med Carnage för att få döda alla syndiga. Demogoblin var alltså kristen men han dödades av Hobgoblin när han skulle rädda två barn. Det var ett bevis på att Demogoblin inte var helt ond utan hade känslor.